# Rumänische Grammatik
Das Rumänische umfasst im Allgemeinen die gleiche Grammatik und einen Großteil der Phonologie, wie die folgenden anderen ostromanischen Sprachen: Aromunisch, Meglenorumänisch und Istrorumänisch.
Da Rumänisch zur Sprachfamilie der romanischen Sprachen gehört, hat es unter anderem vielerlei Gemeinsamkeiten mit dem Italienischen, dem Französischen und dem Spanischen — um nur die größten romanischen Sprachen zu nennen. Wegen seiner von der übrigen Romania isolierten Lage und des Kontaktes mit den umliegenden Gebieten, hauptsächlich diejenigen der slawischen Sprachen, hat das Rumänische einige Elemente des Lateinischen bewahrt, die in den übrigen romanischen Standardsprachen verschwunden sind, teilweise aber auch völlig eigene Sprachmerkmale entwickelt, die den anderen romanischen Sprachen fremd sind.

## Nominalmorphologie
Rumänische Substantive weisen die inhärente Kategorie Genus auf; diese Kategorie ist arbiträr und nicht veränderbar.
Substantive werden außerdem flektiert: Ihre Deklination umfasst
- 2 Numeruskategorien (Singular, Plural),
- 2 Determinationskategorien (bestimmt, unbestimmt)

sowie
- mehrere Kasuskategorien, deren Anzahl umstritten ist.

Substantive können in der Regel diminuiert werden; solche Verkleinerungs- und Verniedlichungsformen sind im Rumänischen weitverbreitet.
Substantive bilden im Rumänischen den Kopf der Nominalphrase; mit ihnen kongruieren die Attribute, welche sie begleiten, in Genus und Numerus; dagegen wird Kasus an der gesamten Nominalphrase markiert und nicht an den einzelnen Konstituenten dieser Nominalphrase.

### Genus
In der rumänischen Sprache herrscht über die Anzahl der grammatischen Genera eine Kontroverse; vielerort ist zu lesen, das Rumänische habe neben der asturischen Sprache als einzige romanische Sprache die Kategorie Neutrum aus der lateinischen Sprache bewahrt, während sämtliche anderen romanischen Sprachen nur noch Maskulinum und Femininum als Genuskategorien kennen.
Bei den rumänischen Neutra handelt es sich jedoch nicht um eine Gruppe von Substantiven mit eigenen morphologischen Kriterien, sondern lediglich um eine Gruppe von Substantiven, die sich im Singular stets wie Maskulina verhalten, im Plural dagegen stets wie Feminina – ein Charakteristikum, das auch das Italienische kennt. Darum gibt es in der Fachliteratur auch den Terminus ambigen (Ambigenera), um diese Wörter von sogenannten „echten“ Neutra, wie sie im Deutschen oder in den slawischen Sprachen existieren, zu unterscheiden. Für die rumänische Sprache ist die Wahl des Begriffs neutrum oder ambigen letztlich eine ideologische, im Kontrast zu anderen Sprachen ist die Bezeichnung ambigen jedoch die klarere.
Des Weiteren existieren auch für Adjektive keine separaten Neutrumformen.
Die Substantive der rumänischen Sprache sind einzuteilen in die Geschlechter Femininum, Maskulinum und Neutrum/Ambigen.
Man kann das Genus eines Wortes relativ gut an seiner unbestimmten Form, welche im Wörterbuch das Lemma angibt, erkennen:
- Maskuline und neutrale/ambigene Substantive enden zumeist auf einen Konsonanten, zuweilen auch auf die Vokale -u oder -i.
- Feminine Substantive enden häufig auf die Vokale -ă oder -a.
- Substantive, die auf -e enden, können sowohl maskulin als auch feminin sein.

Beispiele:
- Maskulina: bunic ‚Großvater‘, om ‚Mensch‘, bou ‚Ochse‘, copac ‚Baum‘, munte ‚Berg‘
- Femininum: bunică ‚Großmutter‘, vacă ‚Kuh‘, femeie ‚Frau‘, carte ‚Buch‘, cafea ‚Kaffee‘
- Neutrum/ambigen: drum ‚Straße‘, vis ‚Traum‘, cadou ‚Geschenk‘, exemplu ‚Beispiel‘.

Bei Substantiven, die Menschen oder Tiere bezeichnen, ist das Genus entweder maskulin oder feminin, wobei sich das Genus nach dem natürlichen Geschlecht des benannten Lebewesens richtet, unabhängig davon, welche Endung das Nomen aufweist. So sind beispielsweise Wörter wie tată ‚Vater‘ oder popă ‚Priester‘ männlich.
Für Muttersprachler ist die Methode, um herauszufinden, welchem Geschlecht ein Nomen angehört, der sogenannte „eins-zwei-Test“: Dabei wird das Wort in den Singular und den Plural versetzt. Die Zahlenwörter werden verschiedene Endungen aufweisen. An diesen Endungen kann man wiederum mit Sicherheit ablesen, welchem Geschlecht das Nomen angehört:
- Maskulinum:  un om, doi oameni ‚ein Mann, zwei Männer‘, un iepure, doi iepuri ‚ein Hase, zwei Hasen‘. Falls die Zahlen eins und zwei un bzw. doi heißen, handelt es sich um ein maskulin flektiertes Nomen.

- Neutrum/ambigen: un corp, două corpuri ‚ein Körper, zwei Körper‘, un sertar, două sertare ‚eine Schublade, zwei Schubladen‘. In diesen Fällen ist die Form von eins (un) männlich, die Zahl zwei (două) hingegen weiblich, was ein sicherer Indikator dafür ist, dass das dahintergestellte Nomen eigentlich das Geschlecht des Neutrums besitzt.

- Femininum: o fată, două fete ‚ein Mädchen, zwei Mädchen‘, o pasăre, două păsări ‚ein Vogel, zwei Vögel‘. Hier sind sowohl eins (o) als auch zwei (două) weiblich.

### Numerus
Die rumänische Sprache verfügt über zwei Numeri: Singular und Plural. Der Plural wird dadurch kenntlich gemacht, dass sich die Endung des Nomens verändert. Nomen, die im Plural stehen, erkennt man in den meisten Fällen an den Endungen -i, -uri, -e oder -le. Auch in diesem Bereich des Nomens gibt es Spielraum für Unregelmäßigkeiten, ein paar von diesen werden unten aufgelistet.
Beispiele:
- -i: pom - pomi ‚Baum‘ - ‚Bäume‘, cal - cai ‚Pferd‘ - ‚Pferde‘, tată - tați ‚Vater‘ - ‚Väter‘, barcă - bărci ‚Boot‘ - ‚Boote‘
- -uri: tren - trenuri ‚Zug‘ - ‚Züge‘, treabă - treburi ‚Aufgabe‘ - ‚Aufgaben‘ oder ‚Arbeit‘ - ‚Arbeiten‘, cort - corturi ‚Zelt‘ - ‚Zelte‘
- -e: pai - paie ‚Strohhalm‘ - ‚Strohhalme‘, masă - mese ‚Tisch‘ - ‚Tische‘, teatru - teatre ‚Theater‘ - ‚Theater‘
- -le: stea - stele ‚Stern‘ - ‚Sterne‘, cafea - cafele ‚Kaffee‘ – ‚Kaffees‘, pijama - pijamale ‚Pyjama‘ - ‚Pyjamas‘

### Bestimmtheit (postponierter Artikel)
Eine häufig bemerkte Eigenart des Rumänischen ist, wie auch in den übrigen Balkansprachen und in den nordgermanischen Sprachen, den bestimmten Artikel nicht, wie in allen anderen romanischen Sprachen, vor das Bezugswort zu stellen, sondern dahinter, und ihn mit dem Bezugswort zu einem Wort zu verschmelzen. Man vermutet, dass die rumänischen bestimmten Artikel sich aus den lateinischen Demonstrativpronomina entwickelt haben, was auch in anderen romanischen Sprachen vermutet wird. Man vergleiche dazu folgende Tabelle:
|                     | Maskulinum                      | Maskulinum                 | Femininum                         | Femininum                |
| Singular            | Plural                          | Singular                   | Plural                            |                          |
| Nominativ Akkusativ | Lat. illum → rum. -lu → -l, -le | Lat. illi → rum. -l'i → -i | Lat. illa → rum. -euă → -eau → -a | Lat. illae → rum. -le    |
| Genitiv Dativ       | Lat. illui → rum. -lui          | Lat. illorum → rum. -lor   | Lat. illae → rum. -ei             | Lat. illorum → rum. -lor |

Beispiele:
- maskuline Nomen (ohne Artikel - mit bestimmtem Artikel im Nominativ - mit bestimmtem Artikel im Genitiv):

 codru - codrul - codrului ‚Wald‘ - ‚der Wald‘ - ‚des Waldes‘
 copac - copacul - copacului ‚Baum‘ - ‚der Baum‘ - ‚des Baums‘
 frate - fratele - fratelui ‚Bruder‘ - ‚der Bruder‘ - ‚des Bruders‘
 tată - tatăl - tatălui ‚Vater‘ - ‚der Vater‘ - ‚des Vaters‘
- neutrale Nomen (ohne Artikel - mit bestimmtem Artikel - mit bestimmtem Artikel im Genitiv):

 teatru - teatrul - teatrului ‚Theater‘ - ‚das Theater‘ - ‚des Theaters‘
 loc - locul - locului ‚Ort‘ - ‚der Ort‘ - ‚des Orts‘
- feminine Nomen (ohne Artikel - mit bestimmtem Artikel - mit bestimmtem Artikel im Genitiv):

 casă - casa - casei ‚Haus‘ - ‚das Haus‘ - ‚des Hauses‘
 floare - floarea - floarei ‚Blume‘ - ‚die Blume‘ - ‚der Blume‘
 cutie - cutia - cutiei ‚Schachtel‘ - ‚die Schachtel‘ - ‚der Schachtel‘
 stea - steaua - stelei ‚Stern‘ - ‚der Stern‘ - ‚des Sterns‘

### Kasus
Die Zahl der rumänischen Kasus ist umstritten; zwar wird in rumänischen Grammatiken stets angegeben, die Sprache habe fünf der sechs Fälle des Lateinischen bewahrt (dabei ist innerhalb der romanischen Sprachwissenschaft umstritten, ob die rumänische Kasusflexion eine Fortführung der lateinischen Verhältnisse ist oder eine Neubildung), deren Formenvielfalt ist jedoch stark eingeschränkt: So lauten die Formen von Nominativ und Akkusativ gleich für sämtliche Substantive und Adjektive, nur im Bereich der Personalpronomina gibt es gesonderte Formen (siehe dort). Der rumänische Genitiv und Dativ sind ebenfalls gleichlautend für sämtliche Nominalwörter (also erübrigt sich eine gesonderte Darstellung der beiden Kasus). Für den Vokativ schließlich gibt es zwar gesonderte Formen für viele Substantive und Adjektive, nicht jedoch für Pronomina. Unterschieden werden folgende Formen:
- Nomina (Substantive und Adjektive) und unbestimmter Artikel: Nominativ (= Akkusativ), Genitiv (= Dativ) und Vokativ
- Personalpronomina: Nominativ, Dativ (betonte und unbetonte Formen) und Akkusativ (betonte und unbetonte Formen)

Zudem verfügt das Rumänische wie die meisten romanischen Populärsprachen und Dialekte über einen präpositionalen Akkusativ, der in der Regel bei belebten direkten Objekten in Form der Präposition pe gesetzt wird (z. B. îl vǎd pe Iorgu ‚ich sehe Georg‘ (wörtlich: (ich) sehe zu Georg)) und somit semantisch motiviert ist. Bei unbelebten Objekten steht er dagegen nicht: vǎd casa und nicht vǎd pe casa ‚ich sehe das Haus‘.

## Artikel

### Bestimmter Artikel
Der rumänische bestimmte Artikel ist dem Bezugswort nicht vorangestellt, sondern wird immer hinten angehängt. Genauer gesagt fungiert dieser als Enklitikon, der immer an das erste Wort einer Nominalgruppe angehängt wird, sich aber immer auf dessen Kopf (ein Substantiv) bezieht. Aus allen romanischen Sprachen hat nur das Rumänische diese Eigenschaft, die es allerdings mit einigen nicht-romanischen Sprachen wie Bulgarisch oder Albanisch teilt. Die nachfolgende Tabelle zeigt die Herleitung des modernen bestimmten Artikels aus dem Lateinischen:
|                     | Maskulinum                           | Maskulinum                      | Femininum                               | Femininum                   |
| Singular            | Plural                               | Singular                        | Plural                                  |                             |
| Nominativ Akkusativ | Lat. acc. illum → Rum. -lu → -l, -le | Lat. nom. illī → Rum. -l'i → -i | Lat. acc. illam → Rum. -euă → -eau → -a | Lat. nom. illae → Rum. -le  |
| Genitiv Dativ       | Lat. dat. illui → Rum. -lui          | Lat. gen. illōrum → Rum. -lor   | L. dat. illī → Rum. -ei                 | L. gen. illōrum → Rum. -lor |

Die bestimmt artikulierte Form eines einfachen Substantivs wird durch das Anhängen des Artikels an die unartikulierte Form des Substantivs gebildet. Am Beispiel einiger Substantive lässt sich das verdeutlichen:
- loc - locul (neutr., Nom.-Akk., Ort - der Ort)
- frate - fratele (mask., Nom.-Akk., Bruder - der Bruder)
- codru - codrul (mask., Nom.-Akk., Wald - der Wald)
- floare - floarea (fem., Nom.-Akk., Blume - die Blume)

Im Plural:
- locuri - locurile (neutr., Nom.-Akk., Orte - die Orte)
- frați - frații (mask., Nom.-Akk., Brüder - die Brüder)
- codri - codrii (mask., Nom.-Akk., Wälder - die Wälder)
- flori - florile (fem., Nom.-Akk., Blumen - die Blumen)

In manchen Fällen finden auch phonetische Veränderungen statt. Meistens wird bei weiblichen Substantiven die Endung -ă oder -e dem bestimmten Artikel assimiliert:
- cutie - cutia (fem., Nom.-Akk., Schachtel - die Schachtel)
- casă - casa (fem., Nom.-Akk., Haus - das Haus)

Bei manchen Substantiven sind die phonetischen Veränderungen komplexer. Im Genitiv-Dativ werden die unartikulierten Formen selten gebraucht; häufiger sind die unbestimmten Formen:
- stea - steaua - (unei) stele - stelei (fem., Gen.-Dat., Stern - der Stern - (einem) Stern - dem Stern)

Der bestimmte Artikel wird immer am ersten Wort einer Nominalgruppe angehängt. Dies ist in der Regel ein Substantiv, kann aber in manchen Fällen auch eine andere Wortart sein:
- câinele bun - bunul câine (beides bedeutet ‚der gute Hund‘)

#### Entfallen des bestimmten Artikels
Unter gewissen Umständen wird im Rumänischen trotz der Bestimmtheit eines Substantivs auf den bestimmten Artikel verzichtet. Dies geschieht, falls das Substantiv alleinstehend ist und im Akkusativ steht. Zum Beispiel:
- mă duc în parc ‚ich gehe in den Park‘ anstatt *mă duc în parcul.

Diese Veränderung ist rein formell, da die Bestimmtheit des Substantivs weiterhin gewährleistet ist. Sobald das Substantiv nicht mehr alleinstehend ist (z. B. nach Einfügen eines Adjektivs), wird der bestimmte Artikel wieder gebraucht:
- mă duc în parcul verde ‚ich gehe in den grünen Park‘.

Ähnliche Regeln gibt es im Albanischen.

### Unbestimmter Artikel
Der rumänische unbestimmte Artikel, der sich ebenfalls vom Lateinischen herleitet, steht, entgegengesetzt zum bestimmten Artikel, immer vor seinem Bezugswort.
|                     | Maskulinum             | Maskulinum                | Femininum             | Femininum                 |
| Singular            | Plural                 | Singular                  | Plural                |                           |
| Nominativ Akkusativ | Lat. unum → Rom. un    | Lat. ne scio → Rom. niște | Lat. unam → Rom. o    | Lat. ne scio → Rom. niște |
| Genitiv Dativ       | Lat. unius → Rom. unui | Lat. unorum → Rom. unor   | Lat. unae → Rom. unei | Lat. unorum → Rom. unor   |

Beispiele:
- Maskulinum:
  - Nominativ/Akkusativ: Singular un copil ‚ein Kind‘ - Plural niște copii ‚(einige) Kinder‘
  - Genitiv/Dativ: Singular unui copil ‚eines Kindes, einem Kind‘ - Plural unor copii ‚(einiger) Kinder, (einigen) Kindern‘

- Neutrum
  - Nominativ/Akkusativ: Singular un loc ‚ein Platz‘ - Plural niște locuri ‚(einige) Plätze‘
  - Genitiv/Dativ: Singular unui loc ‚eines Platzes, einem Platz‘ - Plural unor locuri ‚(einiger) Plätze, (einigen) Plätzen‘

- Femininum
  - Nominativ/Akkusativ: Singular o masă ‚ein Tisch‘ - Plural niște mese ‚(einige) Tische‘
  - Genitiv/Dativ: Singular unei mese ‚eines Tisches, einem Tisch‘ - Plural unor mese ‚(einiger) Tische, (einigen) Tischen‘

Da der unbestimmte Artikel des Plurals in der deutschen Sprache nicht existiert, kann die Übersetzung mit mehreren möglichen Wörtern erfolgen, meist jedoch kann man im Sinnzusammenhang übersetzen.

### Possessiver Artikel
Es treten Situationen in der Rumänischen Sprache auf, in denen ein sogenannter genitivischer Artikel gefordert wird. Möchte man beispielsweise über die Karte von China sprechen, so schreibt man hartă a Chinei, der genitivische Artikel ist in diesem Fall a. Die unten angezeigte Tafel zeigt die Schreibarten dieses Artikels:
|          | Maskulinum | Neutrum | Femininum |
| Singular | al         | al      | a         |
| Plural   | ai         | ale     | ale       |

Der possessive Artikel hat ebenfalls genitivische oder dativische Formen; diese werden jedoch ausschließlich mit dem Possessivpronomen gebildet. Die Formen lauten: alui (m. Sg.), alei (f. Sg.) und alor (Plural m. und f.). Diese Formen – besonders die im Singular – finden nur selten Verwendung. Meistens werden die Sätze so umgestellt, dass man ohne sie auskommen kann.

### Überblick über das nominale Paradigma
Insgesamt umfasst das Paradigma eines rumänischen Nomens folgende Formen:
| Maskulinum lup „Wolf“       | Singular    | Singular   | Plural            | Plural     |
| Maskulinum lup „Wolf“       | indefinit   | definit    | indefinit         | definit    |
| --------------------------- | ----------- | ---------- | ----------------- | ---------- |
| Nominativ                   | un lup      | lupul      | (niște) lupi      | lupii      |
| Genitiv-Dativ               | unui lup    | lupului    | unor lupi         | lupilor    |
| (präpositionaler) Akkusativ | (pe) un lup | (pe) lupul | (pe) (niște) lupi | (pe) lupii |

Daneben gibt es noch den Vokativ im Singular und Plural: lupule! ‚(o) Wolf!‘, lupilor! ‚(o) Wölfe!‘

## Adjektive
Die Adjektive in den romanischen Sprachen geben die Beschaffenheit von Dingen an. Sie treten immer als die Determinanten von Nomen, Pronomen, Zahlen oder eines Kopula auf, sodass ihnen innerhalb des Satzes nur die Stellung eines Attributs zukommt.

### Flexionen der Adjektive
Die meisten Adjektive zeigen vier Formen, je zwei in Singular und Plural bzw. für Maskulina und Feminina. Die typischen Endungen sind am Beispielwort bun ‚gut‘ leicht erkennbar:
|            |            | Singular | Plural |
| ---------- | ---------- | -------- | ------ |
| Maskulinum | Maskulinum | bun      | bun-i  |
| Femininum  | Femininum  | bun-ă    | bun-e  |

Die Endung -i ist dabei, wie auch im Plural der Substantive, keine vollvokalische Endung; es wird lediglich der vorangehende Konsonant palatalisiert und damit „weicher“ gesprochen.
In der Adjektivflexion treten auch typisch rumänische Lautwechsel auf, wie etwa s > ș oder die Vokalspaltung o > oa; Beispiel frumos ‚schön‘:
|            |            | Singular | Plural   |
| ---------- | ---------- | -------- | -------- |
| Maskulinum | Maskulinum | frumos   | frumoși  |
| Femininum  | Femininum  | frumoasă | frumoase |

Die Formen, die ein Adjektiv hat, die im Singular auftreten, nennt man terminații. Diejenigen Formen, die das Adjektiv im flektierten Zustand annimmt, von denen es pro Adjektiv vier gibt, nennt man forme flexionare.
Das Adjektiv verde ‚grün‘ hingegen hat eine Form, die im Singular auftritt, sie ist im Femininum identisch mit dem Maskulinum. Die Anzahl der forme flexionare ist hier auf zwei beziffert.
|            |            | Singular | Plural |
| ---------- | ---------- | -------- | ------ |
| Maskulinum | Maskulinum | verde    | verzi  |
| Femininum  | Femininum  | verde    | verzi  |

|            |            | Singular | Plural |
| ---------- | ---------- | -------- | ------ |
| Maskulinum | Maskulinum | oranj    | oranj  |
| Femininum  | Femininum  | oranj    | oranj  |

Das Adjektiv oranj ist ein aus einer anderen Sprache entlehntes Wort. Es hat nur eine Form und hat immer dieselbe Endung. Diese Arten der Adjektive nennt man invariable, andere Adjektive, die ihre Endung verändern, werden variable genannt.

### Artikel mit Adjektiv
Die übliche Reihenfolge bei der Kombination eines Nomens mit einem Adjektiv ist Nomen + Adjektiv, wobei im Rumänischen auch die Stellung Adjektiv + Nomen erlaubt ist und die Bedeutung des Adjektivs emphatisch wiedergibt. Der bestimmte oder unbestimmte Artikel wird dabei stets dem ersten Konstituenten vorangestellt bzw. angehängt.
Beispiele für die Kombination Nomen + Adjektiv:
un student bun ‚ein guter Schüler‘
studentul bun ‚der gute Schüler‘
unui student bun ‚eines guten Schülers‘
studentului bun ‚des guten Schülers‘
Beispiele für die Kombination Adjektiv + Nomen:
un bun student ‚ein guter Schüler‘
bunul student ‚der gute Schüler‘
unui bun student ‚eines guten Schülers‘
bunului student ‚des guten Schülers‘

### Syntaktische Funktionen
Die syntaktischen Funktionen dieser Adjektive können sein:
- Attribut, falls es ein Nomen, Pronomen oder Zahlwort näher erläutert (Băiatul blond este aici. - Der blonde Junge ist hier.)
- Adjektivische Ergänzung, wenn es ein Kopula näher erläutert (Băiatul este blond. - Der Junge ist blond.)

### Rang der Vergleiche
Ein Adjektiv kann ebenfalls einen Rang des Vergleiches besitzen.
- Positiv: frumos‚ schön
- Intensivierter Positiv: foarte frumos‚ sehr schön
- Komparativ:
  - positiver Komparativ: mai frumos‚ schöner
  - negativer Komparativ: mai puțin frumos‚ weniger schön
    - die Vergleichspartikel sind decât oder ca: mai frumos decât‚ schöner als[4]
    - ist der zweite Teil des Vergleichs ein Maß, wird de verwendet: durează mai mult de opt ore, es dauert mehr als acht Stunden[5]
- Äquativ: la fel de frumos (oder tot așa de frumos, tot atât de frumos)‚ genauso schön[6]
  - die Vergleichspartikel sind ca (și), cât (și) oder (pre)cum: la fel de frumos ca, genauso schön wie[7]
- Superlativ:
  - der Höherwertigkeit: cel mai frumos‚ das schönste, am schönsten
  - der Minderwertigkeit: cel mai puțin frumos‚ das am wenigsten schöne
- Elativ: prea frumos‚ zu schön

## Personalpronomina
Die Personalpronomina werden in drei verschiedenen Kasus benutzt: Nominativ, Dativ und Akkusativ. Für die letzteren beiden Kasus existieren jeweils betonte und unbetonte Formen.
Es gibt insgesamt acht verschiedene Personalpronomina (pronume personale) in der rumänischen Sprache; unterschieden werden dabei drei Personen in zwei Numeri (Singular, Plural) und für die dritte Personen außerdem in zwei Genera (maskulin, feminin); hier eine Übersicht über sämtliche Formen dieser acht Pronomina in allen drei Kasus:
| Personalpronomina des Rumänischen | Personalpronomina des Rumänischen | Personalpronomina des Rumänischen | Nominativ    | Akkusativ | Akkusativ | Akkusativ           | Dativ  | Dativ    | Dativ               | reflexiv  | reflexiv |
| Personalpronomina des Rumänischen | Personalpronomina des Rumänischen | Personalpronomina des Rumänischen | (fakultativ) | betont    | unbetont  | unbetont (klitisch) | betont | unbetont | unbetont (klitisch) | Akkusativ | Dativ    |
| --------------------------------- | --------------------------------- | --------------------------------- | ------------ | --------- | --------- | ------------------- | ------ | -------- | ------------------- | --------- | -------- |
| Singular                          | 1. Person                         | 1. Person                         | eu           | (pe) mine | mă        | m-                  | mie    | îmi      | -mi                 | mă, m-    | îmi      |
| Singular                          | 2. Person                         | 2. Person                         | tu           | (pe) tine | te        | ---                 | ție    | îți      | -ți                 | te        | îți      |
| Singular                          | 3. Person                         | m.                                | el           | (pe) el   | îl        | l-, -l              | lui    | îi       | -i                  | se, s-    | își      |
| Singular                          | 3. Person                         | f.                                | ea           | (pe) ea   | o         | -o                  | ei     | îi       | -i                  | se, s-    | își      |
| Plural                            | 1. Person                         | 1. Person                         | noi          | (pe) noi  | ne        | ---                 | nouă   | ne, ni   | ni-                 | ne        | ne       |
| Plural                            | 2. Person                         | 2. Person                         | voi          | (pe) voi  | vă        | v-                  | vouă   | vă, vi   | v-, vi-             | vă, v-    | vă       |
| Plural                            | 3. Person                         | m.                                | ei           | (pe) ei   | îi        | -i                  | lor    | le, li   | ---                 | se        | își      |
| Plural                            | 3. Person                         | f.                                | ele          | (pe) ele  | le        | ---                 | lor    | le       | ---                 | se        | își      |

Anmerkungen:
- Man kann im Rumänischen auf die Subjektpronomina (im Nominativ) verzichten, da das flektierte Verb Auskunft über Geschlecht und Anzahl des Gemeinten gibt; sie gelten daher als fakultativ und werden nur gesetzt, wenn man das jeweilige Subjekt besonders hervorheben will.
- Das Pronomen ele wird ausschließlich verwendet, wenn die Gruppe, von der man spricht, ausnahmslos feminin ist. Sollte es auch maskuline Elemente geben, muss man ei verwenden. Die Personalpronomen im Vokativ sind identisch mit denen des Nominativs.
- Die betonte Form des Akkusativs oder Dativs verwendet man ausschließlich dann, wenn sie nach dem Verb vorkommt. Sollte das Personalpronomen im jeweiligen Fall vor dem Verb erscheinen, dann muss man sich der unbetonten Form bedienen. Für einige unbetonte Formen gibt es außerdem klitische Varianten, die an das vorhergehende oder nachfolgende Wort angefügt werden können.
- Der Vollständigkeit halber sind auch die reflexiven Formen aufgeführt, die von einigen Verben verlangt werden. Sie sind identisch mit den unbetonten Personalpronomen außer in der 3. Person Singular und Plural.

## Verben
Die rumänische Sprache kennt mehrere Klassen von Verben, welche sich nach ihrer jeweiligen Konjugation unterscheiden. Sämtliche Verben werden durch Person und Numerus flektiert; außerdem wird an ihnen Modus und Tempus flexivisch (d. h. durch Konjugation) ausgedrückt. Für die letztgenannten Kategorien stehen jedoch teilweise auch analytische, also umschreibende Konstruktionen zur Verfügung, die sich Hilfsverben oder Partikeln bedienen.

### Konjugationsklassen
Im Rumänischen existieren zwei große Konjugationsklassen. Der systemische Unterschied zwischen beiden besteht darin, dass in Hauptklasse I stets die Formen des Präsens Indikativ der 3. Person Plural mit denjenigen der 3. Person Singular zusammenfallen, in Hauptklasse II dagegen mit denjenigen der 1. Person Singular. Die Verben mit den Infinitivendungen auf -a und -î gehören der Hauptklasse I, die Verben auf -ea (nur Diphthong), -e und -i der Hauptklasse II an.
Sämtliche rumänische Vollverben können je einer dieser beiden Hauptklassen zugeordnet werden, es gibt jedoch zahlreiche zusätzliche Flexionsmerkmale, die die Konjugation zu einem komplexen Kapitel anschwellen lassen.
Von diesen Hauptklassen ausgenommen sind einige Auxiliarverben, z. B. das Perfektauxiliar avea und das Futurauxiliar vrea (siehe weiter unten).

#### Konjugationsformen
Man betrachte die Beispielverben fura ‚stehlen‘ und vârî ‚stecken‘ für die 1. Hauptklasse, fugi ‚laufen‘ und geme ‚stöhnen‘ für die 2. Hauptklasse in den Formen des Indikativ Präsentis:
| Ind.Präs. | Klasse I.a | Klasse I.a | Klasse I.b | Klasse I.b | Klasse II.a | Klasse II.a | Klasse II.b | Klasse II.b |
|           | Singular   | Plural     | Singular   | Plural     | Singular    | Plural      | Singular    | Plural      |
| --------- | ---------- | ---------- | ---------- | ---------- | ----------- | ----------- | ----------- | ----------- |
| 1. Person | fur_       | fur=ă-m    | vâr_       | vâr=â-m    | fug_        | fug=i-m     | gem_        | gem=e-m     |
| 2. Person | fur-i      | fur=a-ți   | vâr-i      | vâr=â-ți   | fug-i       | fug=i-ți    | gem-i       | gem=e-ți    |
| 3. Person | fur-ă      | => 3. Sg.  | vâr-ă      | => 3. Sg.  | fug-e       | => 1. Sg.   | gem-e       | => 1. Sg.   |

Die Flexionsendung -i für die 2. Person Singular sind beiden Klassen gemein, auch die Nullendung in der 1. Person Singular; die Suffixe für die 1. und 2. Person Plural unterscheiden sich jeweils nur im sogenannten Themavokal, sind jedoch ebenfalls endungsgleich (-m bzw. -ți). Der Themavokal ist im Normalfall an der Form der 2. Person Plural erkennbar: Er lautet =a oder =â für die 1. Hauptklasse (und wird in der 1. Pl. zu =ă verdumpft), und entweder =i oder =e für die 2. Hauptklasse (ohne Vokalwechsel).
Die Konjugationsformen für den Konjunktiv Präsentis sind mit den Indikativformen weitgehend identisch, nur in der 3. Person Singular ändern sich die Themavokale (und darum mitunter auch die Stammvokale, siehe das Beispielverb geme). Außerdem dient die Partikel să als dem Verb vorangestellte obligatorische Konjunktivmarkierung:
| Konj.Präs. | Klasse I | Klasse I    | Klasse II.a | Klasse II.a   | Klasse II.b | Klasse II.b   |
|            | Singular | Plural      | Singular    | Plural        | Singular    | Plural        |
| ---------- | -------- | ----------- | ----------- | ------------- | ----------- | ------------- |
| 1. Person  | să fur_  | să fur=ă-m  | să fug_     | să fug=i-m    | să gem_     | să gem=e-m    |
| 2. Person  | să fur-i | să fur=a-ți | să fug-i    | să fug=i-ți   | să gem-i    | să gem=e-ți   |
| 3. Person  | să fur-e | => 3. Sg.   | să fug-ă    | => 3. Sg. (!) | să geam-ă   | => 3. Sg. (!) |

Die Form der 3. Plural richtet sich im Konjunktiv stets nach der 3. Singular, auch in Hauptklasse II.
Außerdem existieren drei wichtige Untergruppen in beiden Hauptklassen, die sogenannten ez-Verben der I. Hauptklasse und die esc-Verben und ăsc-Verben der II. Hauptklasse. Sie sind nach den typischen Suffixen benannt, welche diese Verben in ihrer Konjugation aufweisen; als Beispiele sollen dansa (tanzen), citi (lesen) und hotărî (entscheiden) dienen:
| Präsens                | Präsens                | Klasse I (-ez-) | Klasse I (-ez-) | Klasse II (-esc-) | Klasse II (-esc-) | Klasse II (-ăsc-) | Klasse II (-ăsc-) |
| Präsens                | Präsens                | Singular        | Plural          | Singular          | Plural            | Singular          | Plural            |
| ---------------------- | ---------------------- | --------------- | --------------- | ----------------- | ----------------- | ----------------- | ----------------- |
| 1. Person (Ind.=Konj.) | 1. Person (Ind.=Konj.) | dans=ez_        | dans=ă-m        | cit=esc_          | cit=i-m           | hotăr=ăsc_        | hotăr=â-m         |
| 2. Person (Ind.=Konj.) | 2. Person (Ind.=Konj.) | dans=ez-i       | dans=a-ți       | cit=eșt-i         | cit=i-ți          | hotăr=ășt-i       | hotăr=â-ți        |
| 3. Person              | Indikativ              | dans=eaz-ă      | => 3. Sg.       | cit=eșt-e         | => 1. Sg.         | hotăr=ășt-e       | => 1. Sg.         |
| 3. Person              | Konjunktiv             | dans=ez-e       | => 3. Sg.       | cit=easc-ă        | => 3. Sg. (!)     | hotăr=asc-ă       | => 3. Sg. (!)     |

Die eigentlichen Konjugationsendungen weichen nicht von denjenigen der Hauptklasse ab; nur das jeweils typische Themasuffix erfährt gewisse Abwandlungen. In der 1. und 2. Person Plural ist das jeweilige Suffix jeweils abwesend.

### Tempusbildung
Vier Tempora werden im Rumänischen synthetisch, also durch Flexion und ohne Hilfsverben, gebildet: Das Präsens und die präteritalen Tempora Imperfekt, Perfekt und Plusquamperfekt. Die futurischen Tempora werden dagegen mit Hilfsverben gebildet. Ein Überblick über die Tempusflexion am Beispiel des Verbs fura ‚stehlen‘:
| Ind.Präs. | Präsens (prezentul) | Präsens (prezentul) | Imperfekt (imperfectul) | Imperfekt (imperfectul) | Perfekt (perfectul simplu) | Perfekt (perfectul simplu) | Plusquamperfekt (mai mult ca perfectul) | Plusquamperfekt (mai mult ca perfectul) |
|           | Singular            | Plural              | Singular                | Plural                  | Singular                   | Plural                     | Singular                                | Plural                                  |
| --------- | ------------------- | ------------------- | ----------------------- | ----------------------- | -------------------------- | -------------------------- | --------------------------------------- | --------------------------------------- |
| 1. Person | fur                 | furăm               | furam                   | furam                   | furai                      | furarăm                    | furasem                                 | furaserăm                               |
| 2. Person | furi                | furați              | furai                   | furați                  | furași                     | furarăți                   | furaseși                                | furaserăți                              |
| 3. Person | fură                | fură                | fura                    | furau                   | fură                       | furară                     | furase                                  | furaseră                                |

Die Tempusbildung ist weitgehend unabhängig von den Konjugationsklassenunterschieden, denn Vergangenheit und Zukunft werden im modernen Rumänisch gewöhnlich analytisch ausgedrückt, d. h., das Verb selbst wird nicht mehr flektiert (obwohl solche Flexionsformen noch zumindest in der Literatursprache und in gewissen Dialekten verwendet werden). Als Vergangenheitsform dient vor allem das Perfekt, welches sich aus dem Partizip II des betreffenden Vollverbs und einer Form des Perfektauxiliars avea zusammensetzt; das Futur wird mittels Hilfsverb vrea und nachfolgendem Infinitiv der Vollverbs gebildet. Dazu Beispiele aus beiden Verbklassen:
|           | Perfekt       | Perfekt        | Futur      | Futur       |
|           | Singular      | Plural         | Singular   | Plural      |
| --------- | ------------- | -------------- | ---------- | ----------- |
| 1. Person | am + Part. II | => 1. Sg.      | voi + Inf. | vom + Inf.  |
| 2. Person | ai + Part. II | ați + Part. II | vei + Inf. | veți + Inf. |
| 3. Person | a + Part. II  | au + Part. II  | va + Inf.  | vor + Inf.  |

Das Futur kann jedoch auch mittels der Partikel o să zum Ausdruck gebracht, die der entsprechenden Personalform des Vollverbs im Präsens Konjunktiv vorangestellt wird. Bei dieser Bildungsweise handelt es sich um einen typischen Balkanismus:
| Futur     | Klasse I   | Klasse I      | Klasse II.a | Klasse II.a   | Klasse II.b | Klasse II.b   |
|           | Singular   | Plural        | Singular    | Plural        | Singular    | Plural        |
| --------- | ---------- | ------------- | ----------- | ------------- | ----------- | ------------- |
| 1. Person | o să fur_  | o să fur=ă-m  | o să fug_   | o să fug=i-m  | o să gem_   | o să gem=e-m  |
| 2. Person | o să fur-i | o să fur=a-ți | o să fug-i  | o să fug=i-ți | o să gem-i  | o să gem=e-ți |
| 3. Person | o să fur-e | => 3. Sg.     | o să fug-ă  | => 3. Sg.     | o să geam-ă | => 3. Sg.     |

#### Partizipialformen
Die rumänischen Verben kennen zwei Partizipialformen, von welchen die zweite häufiger benutzt wird, vor allem zur Bildung des Perfekts als wichtigster Vergangenheitsform. Die Bildung des Partizips II richtet sich ebenfalls nach der Klassenzugehörigkeit des jeweiligen Verbs, da zwischen dem Partizipialsuffix -t und dem Verbstamm jeweils der Themavokal der jeweiligen Konjugationsklasse auftritt; man vergleiche die folgenden Beispiele:
|              | Infinitiv | Partizip II |
| ------------ | --------- | ----------- |
| Klasse I:    | fur=a     | fur=a-t     |
| ez-Gruppe:   | dans=a    | dans=a-t    |
| Klasse II.a: | fug=i     | fug=i-t     |
| esc-Gruppe:  | cit=i     | cit=i-t     |
| Klasse II.b: | gem=e     | gem=u-t     |

Es gibt jedoch auch Partizipialformen von einigen Verben der Hauptklasse II.b auf Formans -s, in welchen der Verbstamm verkürzt wird, zum Beispiel:
|           | Infinitiv | Partizip II |
| --------- | --------- | ----------- |
| ‚fließen‘ | curg=e    | cur_-s      |
| ‚fangen‘  | prind=e   | prin_-s     |
| ‚lachen‘  | râd=e     | râ_-s       |

Es handelt sich hierbei hauptsächlich um aus dem Lateinischen ererbte Verben; das Formans -s ist indes nicht mehr produktiv, d. h., die Gruppe der hier vertretenen Verben wird tendenziell nur noch kleiner.

### Besondere Verben

#### Verbum substantivum
Das rumänische Verb a fi entspricht dem deutschen Verb (sein); sein Konjugationsparadigma ist suppletiv, d. h., es setzt sich aus verschiedenen Verbstämmen zusammen. Es erscheint darum unregelmäßig; eine Übersicht über seine synthetischen Konjugationsformen:
|           | Indikativ Präsentis | Indikativ Präsentis | Konjunktiv Präsentis | Konjunktiv Präsentis | Indikativ Präteriti | Indikativ Präteriti | Partizip | Partizip |
|           | Singular            | Plural              | Singular             | Plural               | Singular            | Plural              | I        | II       |
| --------- | ------------------- | ------------------- | -------------------- | -------------------- | ------------------- | ------------------- | -------- | -------- |
| 1. Person | sunt                | sunt-em             | fi-u                 | fi-m                 | er-am               | er-ăm               | fiind    | fost     |
| 2. Person | eșt-i               | sunt-eți            | fi-i                 | fi-ți                | er-ai               | er-ați              | fiind    | fost     |
| 3. Person | este (e)            | => 1. Sg.           | fi-e                 | fi-e                 | er-a                | er-au               | fiind    | fost     |

#### Modalverben
Als Modalverben im Rumänischen fungieren putea (können/dürfen), vrea (wollen) und trebui (nötig sein).
|           | putea    | putea     | vrea     | vrea   | trebui   | trebui |
|           | Singular | Plural    | Singular | Plural | Singular | Plural |
| --------- | -------- | --------- | -------- | ------ | -------- | ------ |
| 1. Person | pot      | put=e-m   | vre-au   | vre-m  | n. a.    | n. a.  |
| 2. Person | poț-i    | put=e-ți  | vre-i    | vre-ți | n. a.    | n. a.  |
| 3. Person | poate    | => 1. Sg. | vre-a    | vor    | trebui-e | n. a.  |

Das Verb trebui wird unpersönlich gebraucht, also in der Form der 3. Person Singular ohne Subjekt. Es verlangt als Objekt einen Relativsatz, der mit der Konjunktion să eingeleitet wird, welche den Konjunktiv nach sich zieht; Beispiel:
Timpul fuge. (Die Zeit vergeht.)
Aber:
Trebuie să fugă timpul. (Es ist nötig, dass Zeit vergeht.)

### Imperativ
Der Imperativ der 2. Person Plural ist identisch mit der Präsens-Form. Bei der 2. Person Singular kommt bei vielen Verben die 3. Person Singular Präsens zur Anwendung. Bei intransitiven Verben auf -ea und -e und bei den meisten Verben ohne Stammerweiterung auf -i wird die 2. Person Singular Präsens verwendet. Einige Verben habe jedoch unregelmäßige Formen: dă! (gib!), du! (bring!), fă! (mach!), vino! (komm!), zi! (sag!). Die Verneinung der 2. Person Singular wird mit dem Infinitiv gebildet. Alle anderen Personen werden mit dem Konjunktiv formuliert:
|            | Bildung mit 2. Person Singular Präsens | Bildung mit 3. Person Singular Präsens | Bildung mit 2. Person Plural Präsens | Bildung mit 3. Person Plural Konjunktiv |
| ---------- | -------------------------------------- | -------------------------------------- | ------------------------------------ | --------------------------------------- |
| Imperativ  | mergi!                                 | bea!                                   | intrați                              | să lucreze!                             |
| Verneinung | nu merge!                              | nu bea!                                | nu intrați!                          | să nu lucreze!                          |